# Rebecca Ward
Rebecca „Becca” Ward (n. 7 februarie 1990, Grand Junction, Colorado, SUA) este o fostă scrimeră americană specializată pe sabie, laureată cu bronz atât la individual, cât și pe echipe la Jocurile Olimpice de vară din 2008 de la Beijing. În anul 2006, la vârsta de 16 ani, a devenit singurul scrimer care a câștigat Campionatul Mondial la cadeți, la juniori și la seniori în același an, precum și cel mai tânăr campion mondial la seniori. 

## Carieră
S-a apucat de scrimă din întâmplare, după ce a deschis ușa unei sale de scrimă în timp ce căuta bazinul de înot la centrul recreativ. Avea nouă ani. În anul 2001 familia sa s-a mutat la Portland, Oregon, pentru ca ea să se poată antrena la Oregon Fencing Alliance, sub conducerea lui Ed Korfanty și lui Jacek Huchwajda. A urmat cursurile de liceu prin corespondență.
În sezonul 2004-2005 și-a obținut primele medalii în Cupa Mondială de seniori: bronzul la Challenge „Jean Coibion” din Welkenraedt și argintul la etapa de la Klagenfurt. În paralel a cucerit medalia de bronz individuală la Campionatul Mondial de cadeți, urmată de o medalia de aur pe echipe. În același an, la vârsta de 15 ani, s-a alăturat echipei naționale senioare a Statelor Unite pentru Campionatul Mondial de la Leipzig. La proba individuală a atins sferturile de finală după ce a trecut de colega sa de lot, campioana olimpică en titre Mariel Zagunis, și-s clasat pe locul 7. La proba pe echipe echipa Statelor Unite a învins în finală echipa Rusiei, aducând lui Ward prima sa medalia mondială la seniori.
În sezonul 2005-2006 și-a adjudecat trei medalii de aur din trei probe la Campionatul Mondial pentru cadeți și juniori de la Taebaek. Câteva luni mai târziu a participat la Campionatul Mondial de seniori de la Torino, unde a ajuns în finală. A învins-o pe Mariel Zagunis, cucerind medalia de aur. Astfel a devenit primul campion mondial individual la scrimă din Statele Unite, cel mai tânăr campion mondial la seniori și singurul scrimer care a câștigat Campionatul Mondial la cadeți, la juniori și la seniori în același an. În acest moment a deținut și toate medalii de aur mondiale puse în joc: aur la individual la cadeți, aur la individual și pe echipe la juniori, aur la individual și pe echipe (din 2005) la seniori. Totuși, acest moment a fost de scurtă durată: Statele Unite nu au putut să-și apere titlu pe echipe, fiind învinse de Franța în finala, și Ward s-a mulțumit cu argintul.
În sezonul următor s-a clasat printre primele opt la șapte turnee din opt la care a luat parte și a câștigat Campionatul Panamerican de la Montréal și Campionatul Mondial de cadeți de la Belek. Totuși, a fost eliminată de Olha Harlan în semifinală în Mondialul de juniori, mulțumindu-se cu bronzul. A pierdut și cu poloneza Aleksandra Socha în turul doi Campionatului Mondial de seniori de la Sankt Petersburg. La proba pe echipe Statele Unite, considerate marele favorite, au suferit o înfrângere surpriză în față Italiei în sferturile de finală, apoi au pierdut din nou cu China și au încheiat competiția cu locul 7.
În sezonul 2007-2008 s-a clasat printre primele opt la toate competițiile de Cupa Mondială la care a participat, câștigând cinci dintre ele. Și-a aparat titlul panamerican. Capul de serie nr.1 la Jocurile Olimpice din 2008 de la Beijing, a fost învinsă în semifinală de Mariel Zagunis, care a cucerit al doilea titlul olimpic consecutiv în cele din urmă. În „finala mică” a trecut la limită de rusoaica Sofia Velikaia, cucerind medalia de bronz. La proba pe echipe Statele Unite au pierdut cu Ucraina în semifinală, apoi au depășit Franța în finala pentru medalia de bronz, aducându-i lui Ward o a două medalie olimpică.
După Jocurile de la Beijing s-a retras din competițiile internaționale pentru a se consacra studiilor de științele mediului la Universitatea Duke, unde a fost primul scrimer care a obținut o bursă completă. A fost campioană universitară (NCAA) în 2009, 2011 și 2012. A ales să nu participe la Jocurile Olimpice din 2012 de la Londra, pentru ca nu vrea să-se identifice doar ca scrimeră. În prezent lucrează ca asistent parlamentar senatorului democrat Jeff Merkley. Este și antrenoare principală la clubul de scrimă Arlington Fencers. În anul 2013 a fost inclusă în Hall of Fame-ul Federației Internaționale de Scrimă.

## Palmares
Clasamentul la Cupa Mondială
| An  | 2004 | 2005 | 2006 | 2007 | 2008 |
| --- | ---- | ---- | ---- | ---- | ---- |
| Loc | 113  | 13   | 2    | 2    | 1    |

## Legături externe
- en  Prezentare la US Fencing Hall of Fame
- en Rebecca Ward la Olympedia.org